# Bermuda Dunes
Bermuda Dunes est une census-designated place (CDP) située dans le comté de Riverside, en Californie.

## Démographie
| 2000  | 2010  | - | - | - | - |
| ----- | ----- | - | - | - | - |
| 6 229 | 7 282 | - | - | - | - |